# Mordellochroa pulchella
Mordellochroa pulchella es una especie de coleóptero de la familia Mordellidae.

## Distribución geográfica
Habita en Italia, Córcega, Cerdeña, Sicilia y  Argel.